# Йованка Хоуска
Йованна Хоуска (англ. Jovanka Houska; 10 червня 1980) - англійська шахістка, якій належать титули міжнародного майстра і гросмейстера серед жінок.
Її рейтинг станом на березень 2020 року — 2396 (63-тє місце у світі, 2-е — серед шахісток Англії).

## Роки становлення
Народилась на півдні Лондона. Прізвище походить від діда, який був частково чехом. Ім'я типово слов'янське і було вибране, щоб доповнювати прізвище. В родині Хоуска люблять шахи і своїм успіхом Йованна багато в чому завдячує суперництву зі своїм старшим братом Мирославом, який сам є міжнародним майстром, хоча нині й відійшов від активних виступів. Нині вона проживає на півночі Лондона й має ступінь з юриспруденції.
Йованна є однією з найактивніших англійських професійних шахісток. Уперше представляла свою країну 1988 року в Тімішоарі на чемпіонаті світу серед дівчат до 10 років, де посіла 5-те місце попри набагато молодший вік, ніж більшість її опоненток, і катастрофічний старт турніру. Взяла участь на аналогічному турнірі через рік у місті Агуаділья, а потім утретє 1990 року в Фонд дю Лак, де виграла бронзову нагороду. В наступні роки було також багато інших успіхів, серед яких іще одна бронзова медаль на чемпіонаті Європи серед юніорок до 20 років, що проходив у Єревані в 1998 році. Як наслідок ФІДЕ присудила їй титул міжнародного майстра серед жінок, після того як Йованна впродовж одного місяця виконала всі три норми. Свою першу гросмейстерську норму виконала на чемпіонаті Великої Британії 1999 року.

## Успіх на європейській арені
Потім 2000 року перевершила свої попередні успіхи, вигравши чемпіонат Європи серед юніорок, попереду Вікторії Чміліте. Також ця перемога була третьою гросмейстерською нормою. Наступного року перемогла на чемпіонаті Співдружності, який проходив у Лондоні одночасно з олімпіадою розумових ігор. На шляху до успіху перемогла гросмейстера Діб'єнду Баруа і виконала свою першу норму міжнародного майстра.

## Командні змагання
Попри те, що навчання забирало чимало часу, наступні кілька років були відзначені безвідмовним внеском Йованки
у виступи англійської жіночої команди на різних важливих змаганнях у всьому світі. Вона брала участь у кожній з шахових олімпіад між  1998 та 2008 роками, на першій з яких вона була зіпасною, а на решті неодмінно грала на високих дошках і кожного року набирала понад 50% очок. З  1999 року вона також неодмінно грала в командних чемпіонатах Європи. Найбільшого успіху команда досягла на чемпіонаті 2001 року, що проходив у Леоні, Іспанія, де, посівши третє місце, виборола бронзові медалі.
Вона грає за SK Hofheim у німецькій Бундеслізі, за Deauville у Франції та за Wood Green Hilsmark Kingfisher 2 у Шаховій лізі чотирьох націй.

## Подальші успіхи

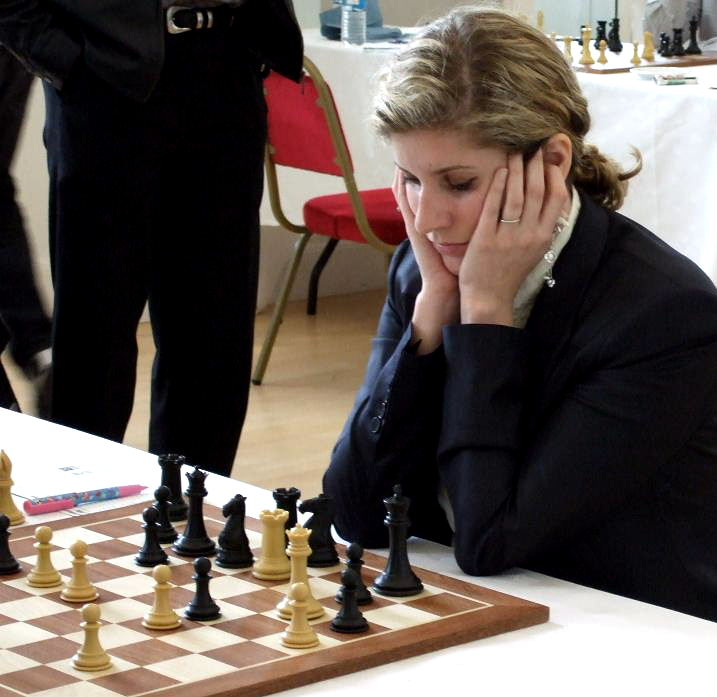
Міжнародний майстер Хоуска на чемпіонаті Євросоюзу в 2008 року, що проходив у Ліверпулі

Після успішнішого виконання нормативів вона стала у 2005-му третьою британкою, якій присвоїли звання міжнародного майстра. Англійська шахова федерація проголосувала за неї як за гравця 2006 року, вона стала першою жінкою, що отримала таку відзнаку. Вона отримала призи за найкращий результат серед жінок на Міжнародному шаховому конгресі в Гаснінзі 2006/7 та Гібралтарі 2007. 
У Ліверпулі у 2008-му  вона вперше стала британською та англійською чемпіонкою серед жінок, закінчивши турнір з цілим очком попереду найближчої переслідувачки Сюзан Лалич та на півочка попереду гросмейстрів Гленна Флірата Стюарта Гаслінгера. Другий візит у Ліверпуль втретє завершився поділеним призом за найкращий виступ серед жінок (з Кетеван Арахамія-Грант та  Єленою Дембо) на Особистому шаховому чемпіонаті Євросоюзу.
Хоуска успішно захистила свій титул чемпіона Великої Британії у турнірах 2009, 2010, 2011 та 2012 років. До липня 2010 року її стійка хороша форма підняла її  рейтинг Ело до 2433, зробивши її другою в рейтингу жінкою в Англії (після Гаррієт Гант) і п’ятдесят першою у світі серед активних шахісток. Подальші перемоги в чемпіонаті Великої Британії були здобуті в 2016, 2017, 2018 і 2019 роках.
Як шахова журналістка вона звітувала про турніри в країні та за кордоном для таких періодичних видань, як журнал  CHESS magazine. У 2007 році Хоуска завершила свою першу книгу шахових дебютів. Книга була написана для «Everyman Chess», у ній представлений трактат про улюблений дебют Хоуски чорними фігурами — захист Каро-Канн. Друга книга, що охоплює скандинавський захист, була опублікована в 2009 році, після чого послідувала спільна робота над «Dangerous Weapons: The Caro-Kann» 2010-го року з іншими англійськими майстрами Джоном Еммсом та Річардом Паллізером.

## Особисте життя
Хоуска одружилася з норвезьким шахістом Арне Гаґесетерм   14 березня  2009 року.

## Зміни рейтингу
| На цьому місці має відображатися графік чи діаграма, однак з технічних причин його відображення наразі вимкнено. Будь ласка, не видаляйте код, який викликає це повідомлення. Розробники вже працюють для того, щоби відновити штатне функціонування цього графіка або діаграми. | |
| | На цьому місці має відображатися графік чи діаграма, однак з технічних причин його відображення наразі вимкнено. Будь ласка, не видаляйте код, який викликає це повідомлення. Розробники вже працюють для того, щоби відновити штатне функціонування цього графіка або діаграми. |